# First Meditations
Albums de John Coltrane
Sun Ship
(1965) Live in Seattle
(1965)
First meditations est un album posthume de John Coltrane sorti en 1977, dix ans après sa mort.

## Historique
Le résultat des enregistrements de septembre 1965 du quartet historique, encore trop proche de ses derniers albums ne semblait pas convenir à Coltrane.
En novembre avec les mêmes thèmes et deux musiciens supplémentaires (Pharoah Sanders et le batteur Rashied Ali) il sortira une nouvelle mouture, bien plus free, Meditations.

## Titres
Toute la musique est composée par John Coltrane.
| No | Titre        | Durée |
| -- | ------------ | ----- |
| 1. | Love         | 8:03  |
| 2. | Compassion   | 9:34  |
| 3. | Joy          | 8:48  |
| 4. | Consequences | 7:20  |
| 5. | Serenity     | 6:14  |

## Musiciens
- John Coltrane : saxophones soprano et ténor
- McCoy Tyner : piano
- Jimmy Garrison : contrebasse
- Elvin Jones : batterie